# Денисов, Виталий Валерьевич
Виталий Валерьевич Денисов (род. 27 февраля 1976, Барнаул) — российский лыжник.
Выпускник Барнаульского государственного педагогического университета, мастер спорта международного класса. Первые тренеры — А. Ракшин и Б. Глумов.
Бронзовый призёр чемпионата мира (2001) в гонке преследования, серебряный призёр этапа Кубка мира (2001), чемпион России (2001). На Олимпийских играх 2002 года в Солт-Лейк-Сити занял 5 место в комбинированной гонке преследования 10+10 км.